# Ewald Lindloff
Ewald Lindloff, född 27 september 1908 i Stuba, Västpreussen, död 2 maj 1945 i Berlin, var en tysk SS-Hauptsturmführer. Han var närvarande i Führerbunkern när Adolf Hitler och Eva Braun begick gemensamt självmord den 30 april 1945. Lindloff deltog i den påföljande kremeringen av deras lik och fick i uppgift att begrava likresterna i Rikskansliets trädgård.

## Biografi
Lindloff studerade mellan 1928 och 1933 till ingenjör. Han inträdde i Schutzstaffel (SS) den 1 maj 1932 och blev året därpå medlem av Leibstandarte SS Adolf Hitler (LSSAH). Från 1934 ingick Lindloff i Führerbegleitkommando, Adolf Hitlers personliga livvaktsstyrka. Lindloff gifte sig den 4 februari 1938 med Ilse Borchert, som hade varit sekreterare åt Hitlers adjutant Fritz Wiedemann.

### Berlin 1945
Lindloff var närvarande i Führerbunkern när Adolf Hitler och Eva Braun begick gemensamt självmord omkring klockan 15.30 måndagen den 30 april 1945. Enligt vittnesmål bars Hitlers kropp upp ur bunkern av Heinz Linge, Lindloff, Peter Högl och Hans Reisser, medan Brauns lik bars av Erich Kempka och därefter Otto Günsche. I Rikskansliets trädgård övergöts de båda kropparna med bensin och antändes. Efter omkring 30 minuter gav Günsche order åt Lindloff att inspektera de brända liken och begrava dessa. Lindloff rapporterade att liken var förkolnade och ytterligare skadade; detta på grund av granatsplitter. Sovjetiskt artilleri fortsatte att bombardera området i och kring Rikskansliets trädgård under hela eftermiddagen. Omkring klockan 18.30 rapporterade Lindloff till Günsche att han hade begravt liken. Enligt Heinz Linge skedde detta i en bombkrater.
Sent på kvällen den 1 maj gjordes det utbrytningsförsök från Führerbunkern i hopp om att undkomma de sovjetiska linjerna. Strax efter midnatt den 2 maj ingick Lindloff i en större grupp som tog sig över Weidendammer Brücke under intensiv sovjetisk pansareld. Lindloff och Högl dödades vid denna bro.

## Befordringshistorik
Ewald Lindloffs befordringshistorik
- SS-Unterscharführer: 30 juni 1934
- SS-Hauptscharführer: 20 april 1938
- SS-Untersturmführer: 30 januari 1941
- SS-Obersturmführer: 9 november 1943
- SS-Hauptsturmführer: 30 januari 1945